# Дальневосточная бычья лягушка
Дальневосточная бычья лягушка (лат. Kaloula borealis) — вид бесхвостых земноводных из рода бычьих лягушек семейства узкоротов. Распространена в Китае и на Корейском полуострове. Ведёт роющий образ жизни.

## Внешний вид
Взрослые особи имеют плотное телосложение с короткой головой и закруглённой мордой. Туловище сверху покрыто неравномерным крапчатым рисунком, а снизу серое или белое с жёлтыми пятнами. Половой диморфизм проявляется только в наличии у самцов резонаторов и чёрных пятен на горле, брачные мозоли отсутствуют.
Туловище головастиков округлой или овальной формы. Морда сверху закруглённая, сбоку трапециевидная. Глаза расположены по бокам головы, примерно на трети длины тела, крупные (диаметр составляет около 12 % длины тела), хорошо видны снизу. Сбоку туловище выглядит треугольным. Жаберное отверстие расположено по средней линии брюшной стороны тела, ближе к анальному. Хвост ланцетовидной формы, примерно в 1,49 раз длиннее тела. Окраска тёмно-коричневая сверху и сероватая снизу.

## Ареал и места обитания
Является видом с одним из самых обширных ареалов в Восточной Азии. Распространён в центральном и северо-восточном Китае от Чжэцзяна на юге, Сычуани на западе через Шаньси и Ганьсу до Хэйлунцзяна на севере, а также на западном побережье Республики Корея, где обитает обитает повсеместно, кроме высокогорных районов, и изолированно на восточном побережье КНДР. В Корее встречается на высоте до 600 м над уровнем моря, хотя в Китае зарегистрирована на высоте до 1200 м. Занимает разнообразные биотопы — сухие степи, кустарниковые сообщества, широколиственные, смешанные и хвойные леса, а также антропогенно изменённые ландшафты, такие как зелёные насаждения в городах.

## Жизненный цикл
Брачный сезон начинается после выхода из зимовки в середине апреля, но наибольшая активность наблюдается в июне и июле. После сильных дождей самцы массово собираются в как правило временных водоёмах, на поверхности которых плавают и издают брачные крики. Для размножения используют разнообразные стоячие водоёмы, в том числе искусственные, такие как рисовые поля и канавы. В проточных водоёмах встречаются очень редко. Самки мечут до 600 яиц, при этом в отличие от остальных амфибий северо-восточной Азии, яйца дальневосточной бурой лягушки свободно плавают на поверхности воды. Головастики выходят из яиц уже через 1—2 суток, после чего уходят на дно, и спустя сутки начинают плавать самостоятельно. Развиваются очень быстро, метаморфоз проходит через две, редко три или более, недели. Сеголетки зарываются в землю вокруг нерестового водоёма, питаясь как правило только по ночам. Взрослые особи, как и другие бычьи лягушки, по неизвестным причинам осенью могут взбираться на несколько метров вверх на деревья. Зимовка длится с начала ноября по начало апреля.